# Trois Amies
Pour plus de détails, voir Fiche technique et Distribution.
Trois Amies est un film français réalisé par Emmanuel Mouret et sorti en 2024.
Il est présenté en compétition officielle à la Mostra de Venise 2024.

## Synopsis
Joan, Alice, et Rebecca sont trois amies avec trois visions de l'amour. Joan est sentimentale et raisonnable, elle est en couple mais ne ressent plus d'amour. Alice préfère la sécurité, elle partage sa vie avec un homme dont elle n'est pas amoureuse. Rebecca est généreuse en amour, elle a une liaison secrète avec le mari d'Alice. L'amour et le hasard réservent des surprises.

## Accueil

### Festival et sortie
Trois amies est sélectionné en compétition officielle à la Mostra de Venise, où il est projeté en avant-première mondiale le 30 août 2024.
Il sort en France le 6 novembre 2024 et il est distribué par Pyramide.

## Accueil critique
Eric Neuhoff fait une critique très positive dans Le Figaro : il estime que le film ressemble à de la "très fine dentelle". Dans Le Masque et la plume, la journaliste et critique de cinéma Charlotte Garson parle d'"une ronde amoureuse teintée de mélancolie".

## Fiche technique
Sauf indication contraire, les informations mentionnées dans cette section peuvent être confirmées par la base de données cinématographiques Unifrance,  présente dans la section « Liens externes ».
- Titre original : Trois Amies
- Titre de travail : Une honnête femme[7]
- Réalisation : Emmanuel Mouret
- Scénario : Carmen Leroi et Emmanuel Mouret
- Musique : Benjamin Esdraffo
- Décors : David Faivre
- Costumes : Bénédicte Mouret
- Photographie : Laurent Desmet
- Son : Maxime Gavaudan, Jean-Paul Hurier et François Méreu
- Montage : Martial Salomon
- Production : Frédéric Niedermayer
  - Co-production : Rémi Burah et Olivier Père
- Sociétés de production : Moby Dick Films, en coproduction avec Arte France Cinéma et Auvergne-Rhône-Alpes Cinéma, en association avec la SOFICA Cofinova 20
- Sociétés de distribution : Pyramide Distribution (France) ; DCM Distribution (Suisse romande), K-Films Amérique (Québec), Vertigo Films Distribution (Belgique)
- Pays de production :  France
- Langue originale : français
- Format : couleur — 1,85:1 — son 5.1
- Genre : comédie, drame, romance
- Durée : 117 minutes
- Dates de sortie :
  - Italie : 30 août 2024 (Mostra de Venise)
  - Belgique, France, Suisse romande : 6 novembre 2024[2]
  - Québec : 18 avril 2025

## Distribution
- Camille Cottin : Alice
- Sara Forestier : Rebecca Maillard
- India Hair : Joan Belair
- Vincent Macaigne : Victor Harzouian, le compagnon de Joan
- Damien Bonnard : Thomas Duval, le successeur de Victor comme professeur de mathémathiques
- Grégoire Ludig : Éric, le compagnon d'Alice
- Éric Caravaca : Stéphane Leroi, le "numéro de téléphone" rêvé par Alice
- Mathieu Metral : Martin, l'ami de Thomas arrivant à Lyon
- Hugues Perrot : Antonin, le rendez-vous de Rebecca
- Louise Vallas : Nina, la fille de Joan et de Victor
- Laurent Roth : le CPE
- Brice Fournier : l'agent immobilier

## Production
Trois amies est le douzième long métrage d'Emmanuel Mouret, qui a également écrit le scénario avec Carmen Leroi ; il est produit par Frédéric Niedermayer pour la société Moby Dick Films et co-produit par Arte France Cinéma et Auvergne-Rhône-Alpes Cinéma.
Le tournage se déroule du 27 septembre 2023 à Lyon au parc de la Tête-d'Or, et dans sa région, jusqu'au 16 novembre.

## Distinctions

### Sélection
- Mostra de Venise 2024 : sélection en compétition[9]